# Hakkelaarsbrug
Hakkelaarsbrug est un hameau de la commune néerlandaise des Gooise Meren, dans la province de la Hollande-Septentrionale.
Le hameau, qui tire son nom d'un pont, est situé sur le Muidertrekvaart.